# 竹島知郁
竹島 知郁（たけしま としふみ、1986年10月28日 - ）は、秋田テレビのアナウンサー。
2010年に秋田テレビ入社 。

## 来歴・人物
- 秋田県秋田市出身。秋田大学附属中学校、神奈川県桐蔭学園高等学校を経て、明治大学情報コミュニケーション学部卒業。
- 幼稚園から大学に至るまで剣道を続けており、剣道三段。
- 落語観賞が趣味。
- 2019年「プライムニュースあきた年末スペシャル2018」での北秋田市の秋田内陸線から平成を振り返る中継が評価され、FNSアナウンス大賞番組部門のブロック賞を獲得
- 2021年「プロバスケットボールB1　2019-20シーズン秋田ノーザンハピネッツ対レバンガ北海道」での実況でFNSアナウンス大賞スポーツ部門で全国2位にあたる敢闘賞を獲得
- DAZNでサッカー明治安田J2リーグ　ブラウブリッツ秋田のホーム戦を実況

## 担当番組
- スポーツ各種実況（野球、バスケ、サッカー、バレー、綱引など）

- AKTみんなのニュース（スポーツ担当、リポーター）

- 土曜LIVE！あきた(キャスター)

- DAZN　ブラウブリッツ秋田ホーム戦実況

- Live News あきた　スポーツ・フィールドキャスター→月～水　キャスター

## 過去の担当番組
- EVOLUTION!北都銀行バドミントン部～バドミントン日本リーグ2010横手大会～（実況）
- JAみどりの広場
- おいでよ!ボールパーク!（2012年4月～6月）
- がっこ茶っこTV（お天気コーナー）
- AKTスーパーニュース（スポーツ担当、リポーター）